# 島尻

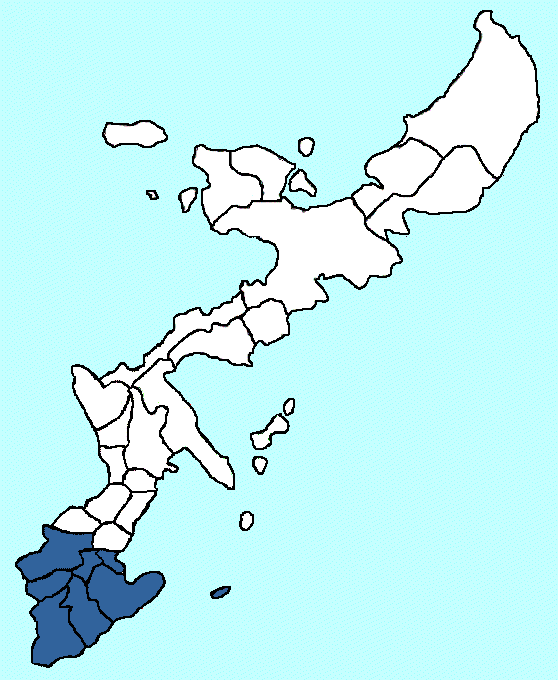
島尻方（1896年の県区制施行時）。

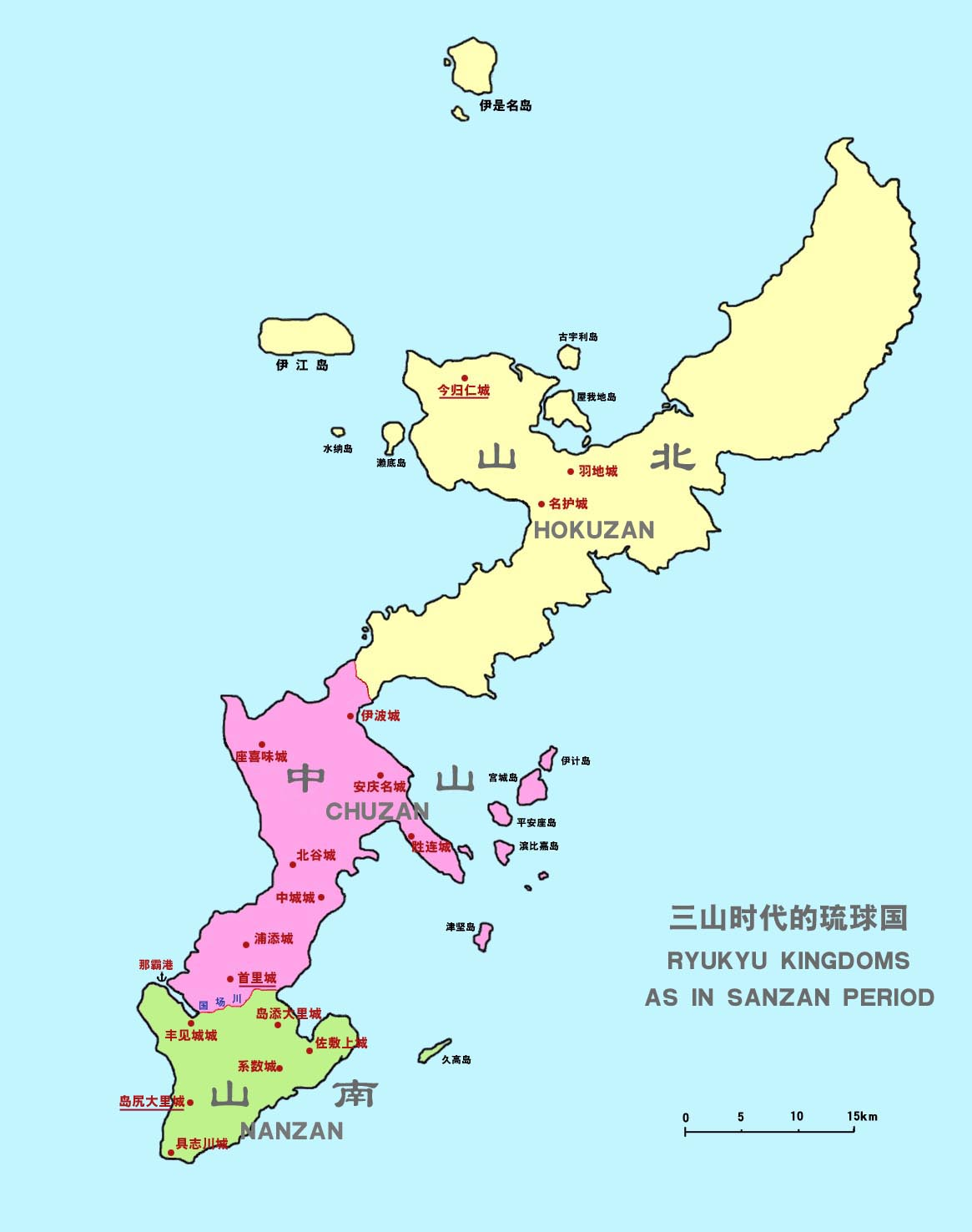
北山（山北）。
中山（山中）。
南山（山南）。

島尻（しまじり）は、沖縄本島の南西部地域である。島尻地方、島尻地区、島尻方。
沖縄本島は北東から南西に国頭・中頭・島尻に3分され、島尻はその1つである。中心都市は那覇市。
島尻とは元来は「島の尻」の意味ではなく、島の南を意味する（沖永良部島、久米島、伊平屋島でも同様の呼び方が残る）。近現代に語源俗解により「島の尻」と解釈され、さらに「本島南部」に転意している。

## 歴史
沖縄本島を三分する体制は14～15世紀の三山時代に由来し、島尻は、三山のうちのほぼ南山領にあたる。ただし、現代の国場川より北側の那覇の一部と首里は琉球古来において中山領であり、尚巴志の首里開都と共に島尻方に組み込まれたと考えられる。

### 島尻郡
1896年（明治29年）4月1日 -  沖繩縣ノ郡編制ニ關スル件（明治29年勅令第13号）の施行により、島尻方（小禄間切・豊見城間切・兼城間切・高嶺間切・真壁間切・喜屋武間切・摩文仁間切・具志頭間切・玉城間切・知念間切・佐敷間切・東風平間切・大里間切・南風原間切・真和志間切・具志川間切・仲里間切）および久米島・慶良間諸島・渡名喜島・粟国島・伊平屋諸島・硫黄鳥島・大東島（この時点で南大東島・北大東島）の地域をもって行政区画としての島尻郡が発足した（17間切7諸島）。
島尻郡は、通常は島尻に含まれない「本島周辺離島」および硫黄鳥島、大東諸島の島々を含み、1972年には本来は国頭だった伊平屋村・伊是名村も移管された。那覇区（現那覇市）は当初より島尻郡から分離されており、その後も数市が郡から分離した。中頭だった西原町の一部が現在は那覇市に属する。
また、1896年県区制施行の当初、首里区には、中頭郡11間切の郡役所が置かれ、中頭の一部として機能した事もあった。ただし那覇区・首里区共に1896年以降明文で島尻郡あるいは中頭郡の一部と規定した法令は存在しない。

## 現在の市町村
市町村コード順。
- 那覇市（なはし、旧西原町地域を除く）
- 糸満市（いとまんし）
- 豊見城市（とみぐすくし）
- 南城市（なんじょうし）
- 与那原町（よなばるちょう）
- 南風原町（はえばるちょう）
- 八重瀬町（やえせちょう）